# I'm lovin' it
i'm lovin' it（アイムラヴィニット）は、マクドナルドにて2003年9月から導入された全世界統一の宣伝文句。日本語に直訳すると「私はそれが好き」。この場合の意味は「私のお気に入り」という意味。
lovin' は loving の非標準発音 /ˈlʌvɪn/ を表した視覚なまり。本来アラビア語にはアポストロフィーは無いが、この宣伝文句のアラビア語版では英語版と同様にアポストロフィーが付されている。
なお、標準英語では状態動詞love が be loving の形になることはなく、I'm loving(lovin') it.はI love it.に対する俗語的な表現である。
この広報活動のテーマソングはジャスティン・ティンバーレイクが作曲した i'm lovin' it であり、世界中で展開されているテレビ広告でもその曲の一部が使われている。日本では当初は原曲がそのまま使われていたが、次第に、テレビ広告に合わせて編曲がなされるようになり、「パラッパッパッパー」のサウンドロゴで有名となった。
なお、「I'm Lovin' It!」の前のメロディが付いたスキャット部分は、正確には「Ba Da Ba Ba Bah（ばだっばっばっばー）」である。
当初のサウンドロゴは黒色背景だったが、2007年頃から赤色背景となった（ただし、ドナルドのウワサなどはそれ以前から赤色背景）。2019年頃から「i'm lovin' it」の使用を取りやめ、白色背景でマクドナルドのMマークのみの表示となった。サウンドロゴでも「i'm lovin' it」と言わなくなり、CMによって異なる文言が用いられるように変更された。「パラッパッパッパー」のサウンドロゴはそれ以降も引き続き使われている。
1975年のアニメ映画『グレートマジンガーVSゲッターロボ』においてマクドナルドのイメージカラーと同一のボスボロットが『Ba Da Ba Ba Bah』とそっくりのメロディを突撃メロディとして使用している。https://x.com/kameido_jag/status/1019997293280292864?s=61&t=LlwcuC9lizVYHCkdAXyGsA

## 訳語と使用国
英語の「i'm lovin' it」が使用される国と地域は以下の通り
| - アメリカ - カナダ - デンマーク - グアム - 日本 - オーストラリア - オーストリア - シントマールテン島 - イギリス - 香港 - バハマ - ニュージーランド - アイルランド - ベルギー - シンガポール - マレーシア - 台湾（中華民国） - アンドラ - タイ王国 - ルクセンブルク - イタリア - セルビア - 韓国 - フランス - ハンガリー - カザフスタン - ロシア - インドネシア - スウェーデン - ギリシャ - チェコ - ポーランド - モナコ公国 - ブルネイ - モロッコ王国 - 北マリアナ諸島 - アイスランド - イスラエル - スロベニア | - クウェート - ニューカレドニア - オーマン - ブルガリア - バーレーン - ラトビア - アラブ首長国連邦 - エストニア - ルーマニア - マルタ - スロバキア - 南アフリカ - カタール - クロアチア - サモア - フィジー - リヒテンシュタイン - リトアニア - インド - ヨルダン - ドミニカ共和国 - ベラルーシ - キプロス島 - マケドニア - マン島 - スリナム - モルドバ - レバノン - パキスタン - スリランカ - グルジア - サンマリノ - ジブラルタル - アゼルバイジャン - サモア - モーリシャス - モンテネグロ - ポルトガル - スペイン - スイス - フィンランド |

である。国・地域によっては現地語に翻訳された句が使用される。
| 言語         | 表記                                  | 読み方                                                                         | 使用している国・地域 |
| ------------ | ------------------------------------- | ------------------------------------------------------------------------------ | --- |
| アラビア語   | أنا أحبـ`ـه                           | アナ・ウヒッブフ                                                               | エジプト サウジアラビア |
| ウクライナ語 | Я це люблю                            | ヤー・ツェ・リュブリュ                                                         | ウクライナ |
| スペイン語   | me encanta                            | メ・エンカンタ                                                                 | アメリカ合衆国（英語と併用） アルゼンチン ウルグアイ エルサルバドル グアテマラ コスタリカ ニカラグア チリ パナマ ベネズエラ ボリビア ホンジュラス プエルトリコ メキシコ |
| タガログ語   | love ko to                            | ラヴ・コ・ト                                                                   | フィリピン |
| 中国語       | 我就喜欢（簡体字） 我就喜歡（繁体字） | ウォー・ジォウ・シーホワン 拼音: Wǒ jiù xǐhuān 注音: ㄨㄛˇ ㄐㄧㄡˋ ㄒㄧˇㄏㄨㄢ | 中華人民共和国（香港を除く） 台湾（中華民国） |
| ドイツ語     | ich liebe es                          | イッヒ・リーベ・エス                                                           | ドイツ エストニア |